# قائمة البعثات الدبلوماسية في غرينادا

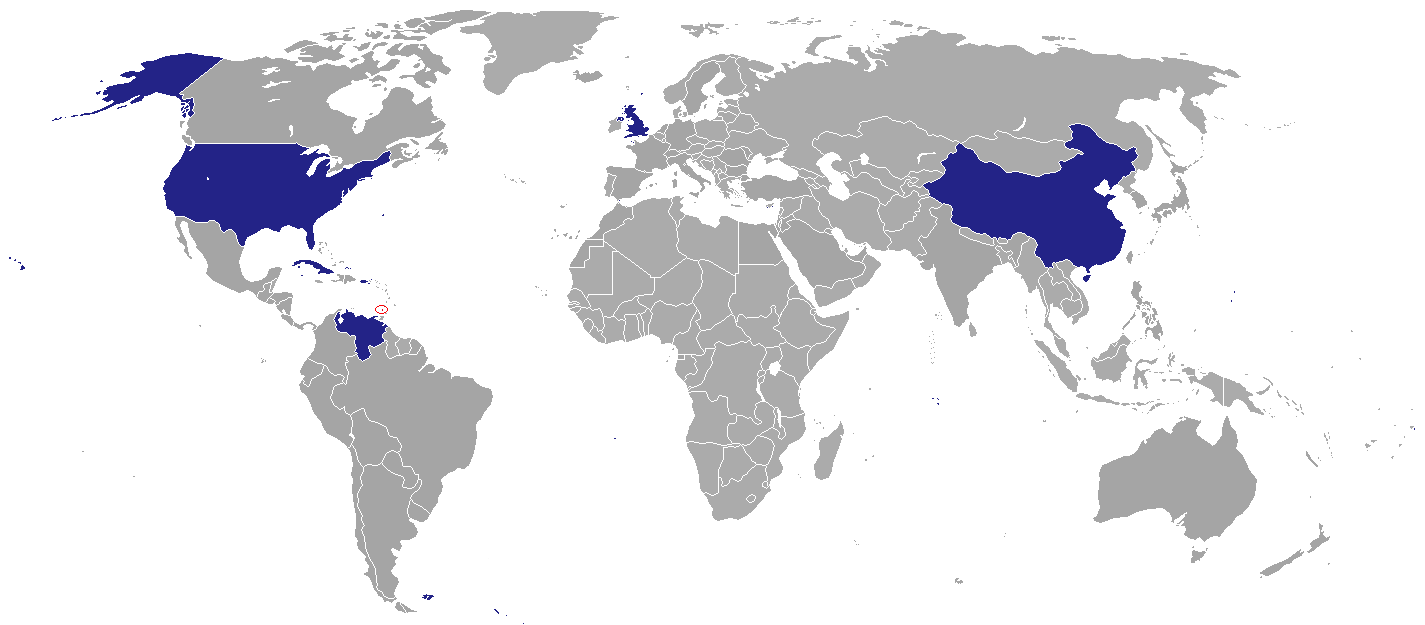
البعثات الدبلوماسية في غرينادا

يسرد هذا المقال 'البعثات الدبلوماسية في غرينادا' '. في الوقت الحاضر، وتستضيف العاصمة سانت جورجز 5 سفارات/ مفوضيات عليا. تم اعتماد العديد من الدول الأخرى من خلال سفاراتها في البلدان الأخرى.

## السفارات/ المفوضيات العليا
سانت جورج
- الصين
- كوبا
- المملكة المتحدة
- الولايات المتحدة [1]
- فنزويلا

## القنصليات الفخرية
قنصل (دبلوماسي) الموجودة في سانت جورج ما لم يذكر خلاف ذلك.
- النمسا
- بليز
- تشيلي
- فنلندا
- فرنسا (سانت ديفيد)
- ألمانيا
- غواتيمالا
- غيانا
- الهند (سانت أندروز)
- إيطاليا
- جامايكا
- المكسيك
- النرويج
- بولندا
- كوريا الجنوبية
- إسبانيا
- السويد
- سويسرا
- ترينيداد وتوباغو
- هولندا
- المملكة المتحدة

## السفارات والمفوضيات العليا غير المقيمة
- الأرجنتين (ميناء اسبانيا)[2]
- أستراليا (ميناء اسبانيا)[3]
- النمسا (بوغوتا)[4]
- بلجيكا (كينغ ستون)[5]
- البرازيل (بريدج تاون)
- كندا (بريدج تاون) [6]
- تشيلي (ميناء اسبانيا)[7]
- كولومبيا (ميناء اسبانيا)
- قبرص (هافانا)[8]
- الدنمارك (المكسيك)[9]
- السلفادور (ميناء اسبانيا)[10]
- فرنسا (كاراكاس)[11]
- ألمانيا (ميناء اسبانيا)[12]
- اليونان (كاراكاس)[13]
- غواتيمالا (نيويورك)[14]
- آيسلندا (نيويورك)
- الهند (ميناء اسبانيا)[15]
- إندونيسيا (كاراكاس)[16]
- إيطاليا (كاراكاس)[17]
- إسرائيل (سانتو دومينغو)[18]
- ماليزيا (كاراكاس)[19]
- المكسيك (كاستريس )[20]
- هولندا (ميناء اسبانيا)[21]
- نيوزيلندا (بريدج تاون)[22]
- بولندا (كاراكاس)[23]
- روسيا (جيورجتاون)[24]
- السعودية (كاراكاس)
- سنغافورة (كاراكاس)
- سويسرا (كاراكاس)[25]
- سلوفاكيا (هافانا)[26]
- جنوب إفريقيا (كينغ ستون)[27]
- إسبانيا (ميناء اسبانيا)[28]
- تايلاند (أوتاوا)
- تركيا (ميناء اسبانيا)
- الإمارات العربية المتحدة (نيويورك)
- فيتنام (كاراكاس)